# Polystichum liboense
Polystichum liboense är en träjonväxtart som beskrevs av P. S. Wang och X. Y. Wang. Polystichum liboense ingår i släktet Polystichum och familjen Dryopteridaceae. Inga underarter finns listade.